# Martin Doktor
Martin Doktor (Polička, 21 de mayo de 1974) es un deportista checo que compitió en piragüismo en la modalidad de aguas tranquilas.
Participó en tres Juegos Olímpicos entre los años 1996 y 2004, obteniendo dos medallas de oro en Atlanta 1996, en las pruebas de C1 500 m y C1 1000 m. Ganó catorce medallas en el Campeonato Mundial de Piragüismo entre los años 1995 y 2003, y doce medallas en el Campeonato Europeo de Piragüismo entre los años 1997 y 2006.

## Palmarés internacional
| Juegos Olímpicos   | Juegos Olímpicos             | Juegos Olímpicos  | Juegos Olímpicos |
| Año                | Lugar                        | Medalla           | Competición      |
| ------------------ | ---------------------------- | ----------------- | ---------------- |
| 1996               | Atlanta (Estados Unidos)     | Medalla de oro    | C1 500 m         |
| 1996               | Atlanta (Estados Unidos)     | Medalla de oro    | C1 1000 m        |
| Campeonato Mundial |                              |                   |                  |
| Año                | Lugar                        | Medalla           | Competición      |
| 1995               | Duisburgo (Alemania)         | Medalla de plata  | C1 500 m         |
| 1995               | Duisburgo (Alemania)         | Medalla de plata  | C1 1000 m        |
| 1997               | Dartmouth (Canadá)           | Medalla de oro    | C1 500 m         |
| 1997               | Dartmouth (Canadá)           | Medalla de plata  | C1 200 m         |
| 1997               | Dartmouth (Canadá)           | Medalla de plata  | C1 1000 m        |
| 1998               | Szeged (Hungría)             | Medalla de oro    | C1 200 m         |
| 1998               | Szeged (Hungría)             | Medalla de plata  | C1 1000 m        |
| 1998               | Szeged (Hungría)             | Medalla de bronce | C4 1000 m        |
| 1999               | Milán (Italia)               | Medalla de plata  | C1 200 m         |
| 1999               | Milán (Italia)               | Medalla de plata  | C1 500 m         |
| 1999               | Milán (Italia)               | Medalla de bronce | C1 1000 m        |
| 2001               | Poznań (Polonia)             | Medalla de plata  | C1 1000 m        |
| 2003               | Gainesville (Estados Unidos) | Medalla de plata  | C1 200 m         |
| 2003               | Gainesville (Estados Unidos) | Medalla de bronce | C1 500 m         |
| Campeonato Europeo |                              |                   |                  |
| Año                | Lugar                        | Medalla           | Competición      |
| 1997               | Plovdiv (Bulgaria)           | Medalla de oro    | C1 1000 m        |
| 1997               | Plovdiv (Bulgaria)           | Medalla de plata  | C1 500 m         |
| 1999               | Zagreb (Croacia)             | Medalla de plata  | C1 200 m         |
| 1999               | Zagreb (Croacia)             | Medalla de plata  | C1 500 m         |
| 1999               | Zagreb (Croacia)             | Medalla de plata  | C1 1000 m        |
| 2000               | Poznań (Polonia)             | Medalla de oro    | C1 1000 m        |
| 2000               | Poznań (Polonia)             | Medalla de bronce | C1 200 m         |
| 2001               | Milán (Italia)               | Medalla de bronce | C1 1000 m        |
| 2002               | Szeged (Hungría)             | Medalla de bronce | C1 500 m         |
| 2004               | Poznań (Polonia)             | Medalla de bronce | C1 200 m         |
| 2004               | Poznań (Polonia)             | Medalla de bronce | C1 1000 m        |
| 2006               | Račice (República Checa)     | Medalla de plata  | C1 200 m         |